# Ож Сен Медар
Ож Сен Медар (фр. Auge-Saint-Médard) насеље је и општина у западној Француској у региону Поату-Шарант, у департману Шарант која припада префектури Ангулем.
По подацима из 2011. године у општини је живело 297 становника, а густина насељености је износила 17,1 становника/km². Општина се простире на површини од 17,37 km². Налази се на средњој надморској висини од 92 метара (максималној 131 m, а минималној 69 m).

## Демографија
| 1962. | 1968. | 1975. | 1982. | 1990. | 1999. | 2011. |
| ----- | ----- | ----- | ----- | ----- | ----- | ----- |
| 373   | 413   | 413   | 374   | 331   | 310   | 297   |

График промене броја становника у току последњих година